# Coccophagus brethesi
Coccophagus brethesi är en stekelart som beskrevs av De Santis 1967. Coccophagus brethesi ingår i släktet Coccophagus och familjen växtlussteklar. Inga underarter finns listade i Catalogue of Life.